# Vilar Seco (Vimioso)
Vilar Seco is een plaats (freguesia) in de Portugese gemeente Vimioso en telt 220 inwoners (2001).